# Rきっぷ

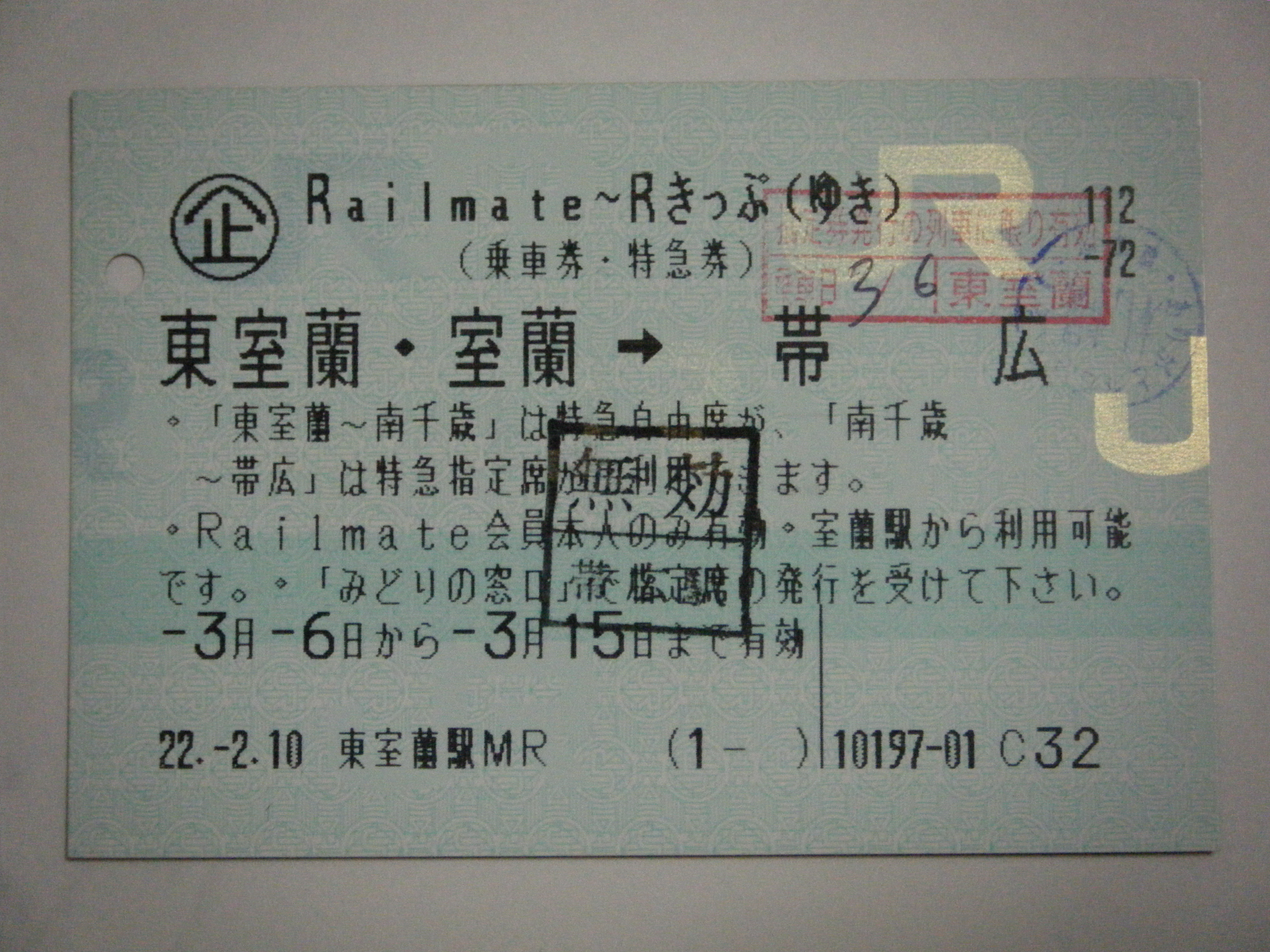
Rail mate Rきっぷ（マルス発行）

指定席往復割引きっぷ(Rきっぷ)（アールきっぷ）は、北海道旅客鉄道（JR北海道）が発売する特別企画乗車券。特急列車往復タイプの商品で、普通車指定席が利用できる。北海道内の比較的遠隔な主要都市間に区間が設定されている。

## 概説
指定席往復割引きっぷ（Rきっぷ）はJR北海道内の主な駅（みどりの窓口）、旅行センター（ツインクルプラザ）で購入できる。指定席を利用するには、乗車前に指定席券の発行を受けなければならず、発行を受けない場合は自由席の利用となる。
指定席券は購入したRきっぷと同時に使用する場合に限って有効である。
途中下車は前途無効となってしまうが、札幌市内⇔根室間については釧路駅で根室方面の普通列車と特急列車を乗り継ぐ必要があるため、釧路駅に限り途中下車が認められている。
また、指定券の交付を受けた列車に乗り遅れた場合は当該列車と同一日に限り同一区間の特急自由席の利用が可能である。最終列車に乗り遅れたときで、翌日以降乗車する場合（有効期間内に限る）または同一日で同一区間の後発当該列車の指定席を利用する場合は、運賃のみ有効で別途特急券等が必要（指定券発行済み列車の出発後の指定券の再交付は不可。また指定券交付後は切符の有効期間内であっても異なる日の乗車はできない。但し列車の出発前であれば一度のみ指定券の変更が可能（乗車変更の取扱））。

## 有効期間
有効期間は6日間である。

## 設定区間
- 札幌市内⇔函館●
- 札幌市内⇔八雲●
- 札幌市内⇔長万部●
- 札幌市内⇔稚内
- 札幌市内⇔音威子府
- 札幌市内⇔釧路●
- 札幌市内⇔網走
- 札幌市内⇔美幌[要出典]
- 札幌市内⇔北見
- 札幌市内⇔遠軽
- 札幌市内⇔根室●
- 札幌市内⇔白糠[要出典]
- 札幌市内⇔池田●
- 札幌市内⇔帯広●
- 函館⇔苫小牧●
  - ●印のきっぷは、2016年3月25日をもって発売が終了し、3月30日で利用も終了。

下記の区間は2014年3月31日販売をもって廃止。
- 函館⇔釧路▲
- 函館⇔帯広▲
- 函館⇔旭川▲
- 釧路⇔東室蘭・室蘭
- 釧路⇔苫小牧
- 帯広⇔東室蘭・室蘭
- 帯広⇔苫小牧

　※▲印の区間は有効期間8日間

## 備考
- 追加料金でグリーン車（グリーン料金券）が利用できる。ちなみにグリーン料金券は特別企画乗車券の一種である（Rきっぷ、Sきっぷ等の非フリータイプの特別企画乗車券と同時使用した場合にのみ効力が発生する特別企画乗車券）。
- 区間外を乗車する場合や区間内を折り返して乗車する場合は、新たにその区間の運賃・料金が必要である。
- 現在はゆき券とかえり券に分かれているため、同一方向2名のように使用することは不可能である（JR移行後数年までは同一方向複数名利用が可能であった）。
- このきっぷのバリエーションとして以下の商品がある。

  - 指定席回数券

旧Rきっぷフォー。かつては4枚綴であったが、ビジネス客向けに特化し6枚綴となった。回数券タイプなので同一行程6人同時使用も可能。有効期間は3か月。なお，繁忙期のうち数日間に利用制限期間が設けられる。切符の有効期間が利用制限期間に重なった場合には、その日数分有効期間が延長される。
  - 得割きっぷ

利用可能列車を限定することでRきっぷより割引率を高くしたきっぷ
  - グリーン往復割引きっぷ（グリーン&グリーンきっぷ）

Rきっぷのグリーン車版
  - 自由席往復割引きっぷ（Sきっぷ）

比較的距離の短い主要都市間に設定
  - Sきっぷフォー

4枚綴の自由席回数券（但し、帯広～釧路間は6枚綴で「自由席回数券」の名称で発売されている）